# ويليام دانيال جونسون
ويليام دانيال جونسون (بالإنجليزية: William Daniel Johnson)‏ هو سياسي أمريكي، ولد في 1954. حزبياً، نشط في Natural Law Party (United States) ‏.